# Doroteia da Dinamarca, Eleitora Palatina
Doroteia da Dinamarca (em dinamarquês: Dorothea af Danmark; Copenhague, 10 de novembro de 1520 – Neumarkt in der Oberpfalz, 31 de maio de 1580) foi uma princesa Dinamarquesa, filha mais nova de Cristiano II da Dinamarca e Noruega e de Isabel da Áustria.
Em 1535 Doroteia se casou em Heidelberga, com Frederico II, Eleitor Palatino, mas não tiveram filhos.